# Zulma en justice
Pour plus de détails, voir Fiche technique et Distribution.
Zulma en justice est un film français écrit, réalisé et interprété par Léopold Simons, sorti en 1934.

## Fiche technique
- Titre alternatif : Zulma au tribunal
- Réalisation, scénario et dialogues : Léopold Simons
- Conseiller technique Lambert de Braz
- Directeur de la photographie : Marcel Petiot
- Production : Mario Bruitte  pour "Bruitte et Delemar Productions"[1]
- Pays d'origine :  France
- Format :  Noir et blanc - 1,37:1 - 35 mm - son mono
- Genre : Comédie
- Durée : 60 minutes
- Date de sortie : 
  - France - 20 décembre 1934[1]

## Distribution
- Léopold Simons : Alphonse
- Line Dariel : Zulma, sa femme
- Jean Sinoël
- Anthony Gildès
- Émile Saint-Ober

## Autour du film
Le film est sorti à Lille, Il a exclusivement été présenté dans les salles du nord de la France car les acteurs y parlent le patois. Il est inédit à Paris.
Le film qui dure 60 minutes au montage était présenté en séances de 20 à 30 minutes.